# Mittelwellensender Eckartsberg
Der Mittelwellensender Eckartsberg (auch als Mittelwellensender Zittau bezeichnet) war eine Mittelwellensendeanlage in Eckartsberg nahe der einstigen Eckartsberger Grundschule. Die Anlage, welche auf der Gemeinschaftswelle 1485 kHz das Programm von Radio DDR1 verbreitete, wurde 1978 erbaut und ging am 7. November 1978 in Betrieb. Der Sender mit einer Ausgangsleistung von 1 kW verwendete als Sendegerät einen volltransistorisierten Tesla SRV 1T Sender und als Sendeantenne einen 36 Meter hohen, abgespannten Stahlfachwerkmast mit Reusenantenne. Die Programmzuspielung erfolgte per Ballempfang.
Ende 1991 wurde die Anlage stillgelegt und 1992 abgebaut.